# Decade (album Neila Younga)
Decade – zbiorczy trzypłytowy album Neila Younga zawierający utwory nagrane w okresie od 1966 r. do 1976 r., wydany przez firmę nagraniową Reprise w październiku 1977 r. Został wznowiony jako dwudyskowy zestaw CD.

## Historia i charakter albumu
Album ten był przygotowany do wydania już w 1976 r., ale został przez Younga odłożony na półkę i ostatecznie wydany w październiku 1977 Z albumu usunął dwa koncertowe utwory: „Don’t Cry No Tears” nagrany w 1976 r. w Japonii oraz „Pushed It Over the End” nagrany w 1974 r. w Chicago.
Decade zawiera 35 utworów, które reprezentują wszystkie albumy nagrane przez Younga w okresie 1966-1976, oprócz Four Way Street nagranego przez Crosby, Stills, Nash and Young oraz solowego albumu Younga Time Fades Away.
Wśród tych 35 utworów znajdują się największe przeboje, ale również utwory bardzo mało znane, a także pięć kompozycji do tej pory jeszcze niewydanych. Były to: „Down to the Wire” z niewydanego albumu Buffalo Springfield z Dr. Johnem, „Stampede”, „Winterlong”, „Deep Forbidden Lake”, „Love Is a Rose” i „Campaigner”.
Kompilacja ta, prezentująca znakomity wybór utworów, stała się wzorem dla innych tego typu wydawnictw w latach 80. XX wieku. Jednak fani Younga musieli długo czekać na następną zbiorczą płytę. Dopiero w 1993 r. ukazał się album zatytułowany Lucky Thirteen, jednak zawierał utwory tylko z okresu 1982–1986.
W 2000 roku został wydany album typu „największe przeboje” Greatest Hits. Ostatnio aby spełnić oczekiwania fanów Young zdecydował się do sięgnięcia do archiwów, nagrania z których zaczęły być wydawane.

## Muzycy
Dysk 1
1. Buffalo Springfield.
2. Neil Young – pianino, śpiew, Bruce Palmer – gitara basowa, Stephen Stills – gitara, Richie Furay – gitara, Dewey Martin – perkusja.
3. Neil Young – gitara, śpiew, Stephen Stills – gitara i śpiew, Richie Furay – gitara i śpiew
4. Neil Young – gitara i śpiew, Richie Furay – gitara, śpiew, Don Randi – pianino, Stephen Stills – gitara, Dewey Martin – perkusja, Bruce Palmer – gitara basowa, Chris Hillman – gitara
5. Neil Young – gitara i śpiew, Jack Nitzsche – elektryczne pianino, Richie Furay – śpiew, Don Randi – pianino
6. skład nieznany. Utwór zarejestrowany po rozpadzie Buffalo Springfield
7. Buffalo Springfield
8. Neil Young – gitara, śpiew, Jim Messina – gitara basowa, Jack Nitzsche – pianino, George Grantham – perkusja, Ry Cooder – aranżacja
9. jak wyżej
10. Neil Young – gitara i śpiew i Crazy Horse: Billy Talbot – gitara basowa i śpiew, Danny Whitten – gitara, Ralph Molina – perkusja
11. jak wyżej
12. jak wyżej
13. Neil Young – gitara, harmonijka, pianino, wibrafon i śpiew, Crazy Horse: Billy Talbot – gitara basowa), Danny Whitten – gitara, Ralph Molina – perkusja; oraz Nils Lofgren – pianino, śpiew, Jack Nitzsche – pianino, Greg Reeves – gitara basowa, Stephen Stills – śpiew
14. jak wyżej
15. jak wyżej
16. David Crosby – gitara, śpiew, Stephen Stills – gitara, gitara basowa, instr. klawiszowe, śpiew, Graham Nash – gitara, instr. klawiszowe, śpiew, Neil Young – gitara, harmonijka, pianino, śpiew; oraz Jerry Garcia – gitary, Greg Reeves – gitara basowa, instr. perkusyjne, John Sebastian – harmonijka, Dallas Taylor – perkusja, instr. perkusyjne

Dysk 2
1. Crosby, Stills, Nash & Young – koncert
2. skład nieznany
3. Neil Young – gitara, harmonijka, śpiew; The Stray Gators: Ben Keith – gitara, Tim Drummond – gitara basowa, Kenneth Buttrey – perkusja; oraz Linda Ronstadt – chórek, James Taylor – chórek
4. Neil Young – gitara, harmonijka, śpiew; oraz London Symphony Orchestra, Jack Nitzsche – pianino, gitara i aranżacja
5. Neil Young – gitara, harmonijka, śpiew; oraz The Stray Gators: Ben Keith – gitara, Tim Drummond – gitara basowa, Kenneth Buttrey – perkusja i John Harris – pianino
6. jak utwór 3
7. Neil Young – gitara, harmonijka, śpiew, Emmylou Harris – śpiew), Ben Keith – gitara Dobro i śpiew, Tim Drummond – gitara basowa, Karl T. Himmel – perkusja
8. Neil Young i Crazy Horse – 1970
9. Neil Young – śpiew, gitara, pianino, harmonijka; oraz Crazy Horse: Ralph Molina – perkusja i śpiew, Billy Talbot – gitara basowa, Ben Keith – gitary i śpiew, Nils Lofgren – gitara, pianino, śpiew
10. jak wyżej
11. Neil Young – gitara i śpiew; Crazy Horse i Stray Gators: Ralph Molina – perkusja i śpiew, Billy Talbot – gitara basowa; Ben Keith – gitara i śpiew
12. Neil Young – śpiew i bandżo, Ben Keith – gitara Dobro i śpiew
13. Neil Young i Crazy Horse
14. skład nieznany
15. Neil Young – gitara i śpiew oraz Crazy Horse: Billy Talbot – gitara basowa, Frank Sampedro – gitara, Ralph Molina – perkusja
16. skład nieznany; Neil Young; Linda Ronstadt – śpiew. Nagrała ten utwór na swoim albumie z 1975 r. Prisoner in Disguise
17. Neil Young – gitara i śpiew; oraz Crazy Horse: Billy Talbot – gitara basowa i śpiew, Frank „Poncho” Sampedro – gitara, Ralph Molina – perkusja
18. skład nieznany
19. Crosby, Stills, Nash and Young.

## Lista utworów
Dysk 1
1. Down to the Wire [2:25] (z niewydanego albumu Stampede zespołu Buffalo Springfield i Dr. Johna.)
2. Burned [2:14] (z albumu Buffalo Springfield, styczeń 1967). Pierwszy nagrany wokal Neila Younga.)
3. Mr. Soul [2:41] (z albumu Buffalo Springfield Again, listopad 1967. Z koncertu w Nowym Jorku)
4. Broken Arrow [6:13] (z albumu Buffalo Springfield Again, listopad 1967)
5. Expecting to Fly [3:44] (z albumu Buffalo Springfield Again, listopad 1967)
6. Sugar Mountain [5:43]
7. I Am a Child [2:17] (Buffalo Springfield, album Last Time Around, jesień 1968)
8. The Loner [3:50] (z albumu Neil Young, styczeń 1969)
9. The Old Laughing Lady [5:35] (z albumu Neil Young, styczeń 1969)
10. Cinnamon Girl [2:59] (z albumu Younga Everybody Knows This Is Nowhere, maj 1969)
11. Down by the River [8:58] (z albumu Younga Everybody Knows This Is Nowhere, maj 1969)
12. Cowgirl in the Sand [10:01] (z albumu Younga Everybody Knows This Is Nowhere, maj 1969)
13. I Believe in You [3:27] (z albumu Younga After the Gold Rush, wrzesień 1970)
14. After the Gold Rush [3:45] (z albumu Younga After the Gold Rush, wrzesień 1970)
15. Southern Man [5:31] (z albumu Younga After the Gold Rush, wrzesień 1970)
16. Helpless [3:34] (z albumu grupy Crosby, Stills, Nash and Young Déjà vu, marzec 1970

Dysk 2
1. Ohio [2:56] (Crosby, Stills, Nash and Young – nagranie z koncertu).
2. Soldier [2:28] (z albumu Younga Journey Through the Past z 1972)
3. Old Man [3:21] (z albumu Younga Harvest, luty 1972)
4. A Man Needs a Maid [3:58] (z albumu Younga Harvest, luty 1972)
5. Harvest [3:08] (z albumu Younga Harvest, luty 1972)
6. Heart of Gold [3:06] (z albumu Younga Harvest, luty 1972)
7. Star of Bethlehem [2:46] (z albumu Younga American Stars ’n Bars czerwiec 1977)
8. The Needle and the Damage Done [2:02] (koncertowe nagranie z Royce Hall na UCLA, 1970)
9. Tonight’s the Night (część 1) [4:41] (z albumu Younga Tonight’s the Night, czerwiec 1975)
10. Tired Eyes [4:33] (z albumu Younga Tonight’s the Night, czerwiec 1975)
11. Walk on [2:40] (z albumu Younga On the Beach lipiec 1974)
12. For the Turnstiles [3:01] (z albumu Younga On the Beach lipiec 1974)
13. Winterlong [3:05] (utwór niewydany; ukazał się potem na albumie Younga i Crazy Horse Live at Fillmore East - 1970 w 2006)
14. Deep Forbidden Lake [3:39] (utwór niewydany)
15. Like a Hurricane [8:16] (z albumu Younga American Stars ’n Bars, czerwiec 1977)
16. Love Is a Rose [2:16] (utwór niewydany)
17. Cortez the Killer [7:29] (z albumu Younga Zuma, listopad 1975)
18. Campaigner [3:30] (utwór niewydany, antynixonowski)
19. Long May You Run [3:48] (zmiksowana wersja oryginalnego wykonania piosenki przez Crosby, Stills, Nash and Young z wersją która ukazała się na albumie Long May You Run Stills-Young Band w 1976)

## Opis płyty
- Producent – Neil Young, David Briggs, Tim Mulligan i Elliot Mazer
- Autor wyboru – Neil Young, Tim Mulligan, David Briggs
- Długość – Dysk 1: 69 min. 37 sek; Dysk 2: 67 min. 26 sek. Razem: 137 min. 3 sek., 2 godz. 17 min. 3 sek.
- Fotografie – Joel Bernstein, Gary Burden, Henry Dilty, Tom Wilkes
- Projekt okładki – Tom Wilkes
- Firma nagraniowa – Reprise
- Numer katalogowy – 2257-2

## Listy przebojów

### Album
| Rok  | Lista                    | Pozycja |
| ---- | ------------------------ | ------- |
| 1977 | Billboard. Albumy popowe | 43      |